# Chanel
Chanel S. A., o simplemente Chanel (pronunciación en francés: /ʃanɛl/ (escucharⓘ)), es una casa de modas francesa, fundada en París por la diseñadora Coco Chanel, en 1910. La marca se especializa en diseñar y confeccionar artículos de lujo, como indumentaria de alta costura, lista para usar, bolsos, perfumes y cosméticos, entre otros. Fue considerada por la revista Vogue como "La casa de moda más importante del mundo".
De acuerdo con la revista Forbes, la empresa privada House of Chanel pertenece a Alain Wertheimer y Gerard Wertheimer, quienes son los nietos del anterior socio de Chanel, Pierre Wertheimer. En la actualidad, Chanel tiene boutiques alrededor del mundo en exclusivos distritos comerciales y realiza sus desfiles en las más importantes capitales de la moda. Los artículos Chanel llevan el logotipo de la doble C. La marca Chanel se ha convertido en uno de los nombres más reconocidos dentro de la moda de alta costura. Coco Chanel vivía en el Hôtel Ritz París y su suite ahora se llama "Suite Coco Chanel".

## Historia

### La era Coco Chanel
Gabrielle "Coco" Chanel (1883 - 1971) comenzó su carrera en la moda en 1910. Anunció nuevos diseños y revolucionó la industria de la moda al "volver a lo básico", incorporando elegancia, clase y originalidad. El logotipo de Chanel rápidamente se convirtió en sinónimo de elegancia, la riqueza y el elitismo, así como un estándar para la moda internacional. Sin embargo, el logotipo de Chanel no fue registrado como marca hasta que las primeras tiendas de Chanel se establecieron. Coco Chanel mantuvo el título de Diseñadora Jefe hasta su muerte, el 10 de enero de 1971.

### Fundación y reconocimiento
En 1909, Gabrielle Chanel inauguró una pequeña tienda en la planta baja del departamento de su amante Étienne Balsan en París. En esa casa se reunía la élite de cazadores franceses, quienes llegaban acompañados de sus amantes sofisticadas. Esto le dio la oportunidad a Coco de venderles sombreros decorados a ellas.
Con Arthur Capel —un miembro del grupo de Balsan y el único que trabajó para ganarse la vida— Coco entabló una relación sentimental. Él vio en Coco a una potencial mujer de negocios y la ayudó a adquirir el legendario local ubicado en la Rue de Cambon 31, en París, en el año 1910. Así se formó Chanel Modes. Uno de los inconvenientes para desarrollar el negocio era la existencia de otra tienda de alta costura en el mismo edificio, por lo que a Coco no se le permitió producir trajes similares. En 1913, Chanel introdujo ropa deportiva femenina en su nueva boutique en Deauville y Biarritz, también en Francia. Detestaba los atuendos de las mujeres que acudían a esos centros turísticos tratando de eclipsar a las demás con volantes, sombreros grandes, corsés apretados y faldas largas. Los diseños de Chanel tendían a ser más simples y elegantes que opulentos.
La Primera Guerra Mundial afectó enormemente a la moda. El carbón escaseaba y las mujeres comenzaron a trabajar en fábricas en sustitución de los hombres, razón por la cual necesitaban un vestuario abrigado que soportara las condiciones laborales. Los diseños de Chanel en esta época también se vieron afectados por la relativamente nueva idea de los deportes femeninos. Durante la Primera Guerra Mundial, Coco abrió otro almacén más grande en la Rue de Cambon, frente al Hotel Ritz de París. Allí vendía chaquetas de franela, faldas rectas, blusas de marinera, suéteres largos y conjuntos de faldas y chaquetas. Su mercancía se hizo conocida en Francia en 1915, cuando priorizó la libertad de movimiento y no la ostentación y redundancia en sus creaciones. Ese mismo año —y en 1917— la revista de modas Harper's Bazaar mencionó que Chanel estaba en "la lista de todo comprador". Su boutique en la Rue Cambon anticipó los cada vez más simples conjuntos vestido-abrigo, además de los trajes de noche de tul bordado o encaje.

El primer perfume de Chanel, el Chanel Nº5.

Coco Chanel ganó gran reputación como una costurera meticulosa. Siguiendo las tendencias de los años 1920, Chanel produjo vestidos con abalorios. El traje de dos o tres piezas, creado en 1920, continuó con una apariencia popular moderna. Este atuendo era recomendado como "el nuevo uniforme vespertino y nocturno, remontándose a 1915". El año 1921 vio la introducción del primer perfume Chanel n.º 5. Ernest Beaux creó la fragancia para Coco y ella la bautizó así por su número de la suerte: el cinco. La simplicidad de la marca Chanel fue expresada en el diseño cuadrado de la botella, el cual jamás ha sido modificado. El perfume fue un éxito inmediato, especialmente entre las mujeres de la alta sociedad. Según reportes, la esencia característica se debió a la creencia de Coco en las supersticiones. Ella solía exhibir sus colecciones el quinto día del mes cinco. Coco informó a Harper's Bazaar en 1923: la simplicidad es la clave de la verdadera elegancia.

### Parfums Chanel
Parfums Chanel fue creada en 1924 por Pierre Wertheimer —en colaboración con Coco Chanel— para producir y vender perfumes y productos de belleza. Theophile Bader, fundador de la exitosa tienda francesa Galerías Lafayette, fue el hombre que presentó a Coco y Wertheimer. Wertheimer mantuvo el 70 % de Parfums Chanel, mientras que Bader tenía el 20 % y Coco solo el 10 %. Ella fue forzada a operar su negocio de alta costura aparte de Parfums Chanel. Ese mismo año, Coco también introdujo sus primeras joyas de fantasía: unos pendientes de perla, uno blanco y uno negro.
Un nuevo amor en su vida fue el duque de Westminster. Ella presentó al mundo su característica chaqueta cárdigan en 1925. Al año siguiente, Chanel introdujo el "pequeño vestidito negro", el que fue catalogado por la revista Vogue como "el nuevo uniforme de la mujer moderna". Ese mismo año, la empresa produjo el clásico tweed. Inspirada por sus visitas a Escocia junto al duque de Westminster, Chanel creó sus primeros trajes de tweed. Pronto Coco inauguró una boutique cerca del famoso Museo del Louvre.
Mientras la alta costura y los perfumes de Chanel obtenían éxito, las relaciones comerciales entre Coco y Pierre se estropeaban. Ella creía que merecía más del 10 % de las acciones en su asociación con Pierre Wertheimer y se consideraba explotada por los Wertheimer. Además, declaró que había cedido los derechos de su marca a regañadientes. Wertheimer contraatacó recordándole a Coco que él había fundado su empresa y que prácticamente él la había convertido en una mujer rica. Coco contrató al abogado René de Chambrun para renegociar las cláusulas del contrato con los Wertheimer, pero ellos abortaron sus intentos.

### Chanel y la afiliación con la nazi
Los vestidos de noche de Chanel evolucionaron a una apariencia más alargada y femenina y los trajes de verano tenían contrastantes toques de brillo. En 1937, Coco diseñó vestidos especiales para mujeres menudas, por quienes sentía pena al verlas sentadas en los teatros. Durante los años 1930, la Casa Chanel tuvo como competencia a Elsa Schiaparelli, una costurera a la que Coco se refería como "esa artista italiana que hace vestidos". Schiaparelli no era una amenaza debido a su limitada popularidad en esa época, sin embargo, probó ser una gran diseñadora. Coco mantuvo su originalidad y evitó imitarla. Chanel inauguró una exhibición de joyas —principalmente de diamantes— en 1932. Cuando la Segunda Guerra Mundial comenzó en 1939, Coco Chanel se retiró y se mudó al Hotel Ritz de París con su nuevo pretendiente, el oficial nazi Günther von Kluge. Solo sus perfumes y sus joyas siguieron siendo vendidos en las boutiques existentes.
Cuando Francia cayó bajo el control de Alemania en 1940, los alemanes hicieron del hotel Ritz su oficina central en ese país. Pierre Wertheimer y su familia huyeron a Estados Unidos, y antes de que Coco pudiera tomar control total sobre Parfums Chanel, él hizo un "poder ario" para la empresa. En París se difundieron rumores y chismes sobre la relación de Coco con los alemanes "en términos más amigables". Según el biógrafo de Chanel, Edmonde Charles-Roux, "la inteligencia alemana envió a Coco a visitar al primer ministro británico Winston Churchill como parte de una misión secreta pacífica. Chanel fue inmediatamente arrestada tras la liberación de Francia, pero Churchill intervino y fue liberada". Luego de la caída del régimen nazi los franceses se vengaron de sus compatriotas que habían colaborado con el nazismo. Coco era uno de ellos, por lo que escapó a Suiza.
En ausencia de Coco, Pierre Wertheimer regresó a París para controlar las empresas de la familia. A pesar de eso, Coco creó su propia colección de fragancias. Wertheimer sintió que sus derechos legales estaban siendo atropellados, pero no quería comenzar una batalla en los tribunales. Por eso, le dio a Coco 400 000 dólares, acordó pagarle el 2 % por los derechos de todos los productos Chanel y le otorgó derechos limitados para vender sus propios perfumes en Suiza. Irónicamente, Coco dejó de producir fragancias luego de este acuerdo. Vendió todos los derechos de Parfums Chanel a los Wertheimer a cambio de un salario mensual, suficiente como para que Coco y su novio Von Dincklage pudieran llevar una vida de clase alta.

### El regreso de Chanel

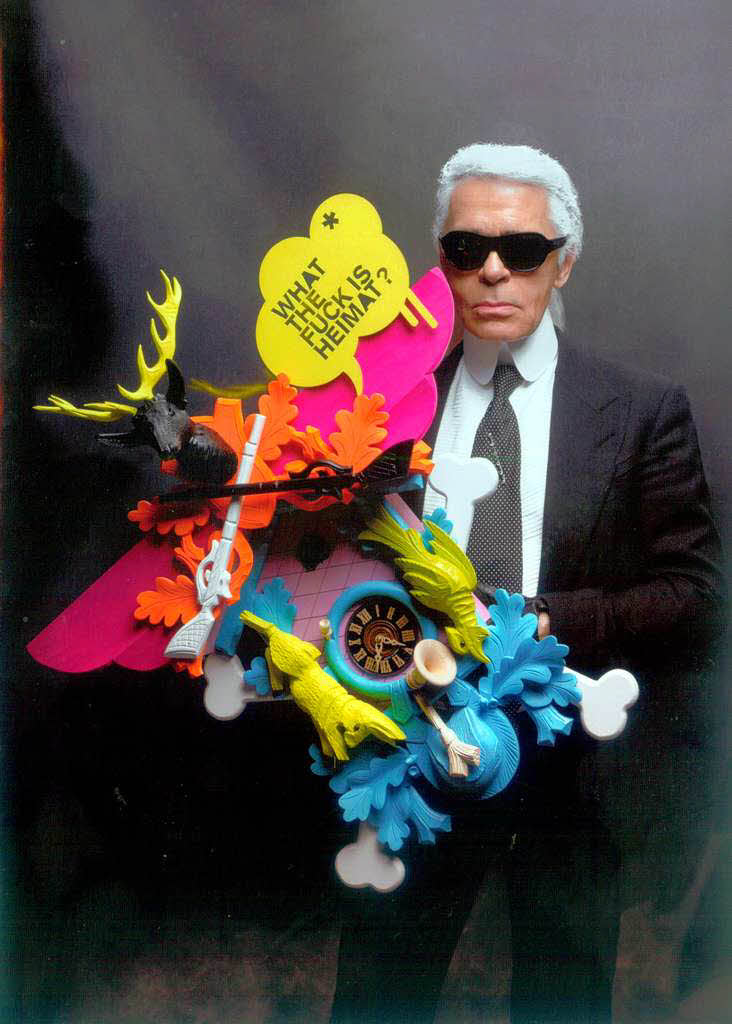
El diseñador alemán Karl Lagerfeld.

Chanel volvió a París en 1953. Allí se dio cuenta de que su popularidad había disminuido debido al diseñador Christian Dior. Dior había creado al dramático "Nuevo estilo" en 1947, el cual dominó la moda durante los años 1940 y 1950. Este "Nuevo estilo" ya estaba pasando de moda y Coco, a sus 71 años, decidió "regresar" en el momento perfecto. Se acercó nuevamente a Pierre para que la aconsejara en los negocios y la respaldara económicamente. A cambio, él obtuvo los derechos completos de todos los productos que llevaran el nombre "Chanel". Su colaboración valió la pena cuando Chanel volvió a convertirse en la marca líder en la industria de la moda. La empresa reintrodujo el "Traje Chanel", el cual fue la base para muchas de sus colecciones. En febrero de 1955, Chanel presentó al mercado los célebres bolsos 2.55, hechos de cuero acolchado con asas de cadena. Ese mismo año, la compañía lanzó su primera colonia para hombres, Pour Monsieur, y recibió el Fashion Oscar por su colección primaveral en los premios Fashion Awards. Más tarde, Pierre compró el 20 % de acciones pertenecientes a Badar y le dio a su familia el 90 % de Parfums Chanel. Pierre se retiró en 1965 y su hijo lo reemplazó. Wertheimer falleció dos años más tarde. El abogado de Coco declaró a la revista Forbes que «Pierre regresó a París lleno de orgullo y emoción, luego de que uno de sus caballos ganara el Derby de Inglaterra en 1956. Él acudió rápidamente a Coco, esperando felicitaciones y elogios. Pero ella se negó a besarlo. Ella le guardó rencor toda su vida».
Gabrielle "Coco" Chanel murió el 10 de enero de 1971, a los 88 años. Se dice que diseñó y trabajó hasta el momento de su fallecimiento. La dirección de la empresa quedó en manos de Yvonne Dudel, Jean Cazaubon y Philippe Guibourge. La compañía siguió teniendo un éxito regular y Jacques Wetheimer compró toda la Casa Chanel. Algunos críticos opinaron que, durante su liderazgo, él nunca prestó mucha atención a Chanel, ya que estaba más concentrado en la crianza de caballos. No obstante, la influencia de Coco no se esfumó con su muerte. Otros proyectos póstumos vieron la luz algunos años más tarde. En 1974, la Casa de Chanel lanzó la colonia Cristalle, que se desarrolló mientras Coco aún vivía. Cuatro años después, fueron lanzados a nivel mundial los primeros accesorios prêt-à-porter.
Alain Wertheimer, el hijo de Jaques, tomó el mando en 1974. De vuelta en Estados Unidos, Chanel N.º 5 fue percibida como una mediocre fragancia para mujeres desfasadas. Alain reformó las ventas de Chanel N.º 5 al disminuir la cantidad de tiendas que la vendían, de 18 000 a 12 000. Además, quitó el perfume de los estantes de las farmacias e invirtió millones de dólares en publicidad para los cosméticos Chanel. Esto generó la sensación escasez y exclusividad para N.º 5 y las ventas se dispararon. Alain también intentó cambiar la reputación de Chanel en la moda. Buscando un nuevo diseñador que pudiera llevar la marca a nuevas alturas, persuadió a Karl Lagerfeld para que terminara su contrato con la casa de modas Chloé, esté reintrodujo a Chanel en el "Olimpo" de la moda, y la alta costura "reavivando" a la mítica maison francesa, trayendo aires nuevos y frescos a la dirección creativa, convirtiéndola así en lo que es hoy en día Chanel; la casa de moda más importante e influyente del mundo y ganándose por esto su apodo de "El Kaiser de la moda" por el cual fue conocido tanto en el ámbito de la moda como a nivel mundial, hasta su muerte.

### Época post-Coco hasta la actualidad

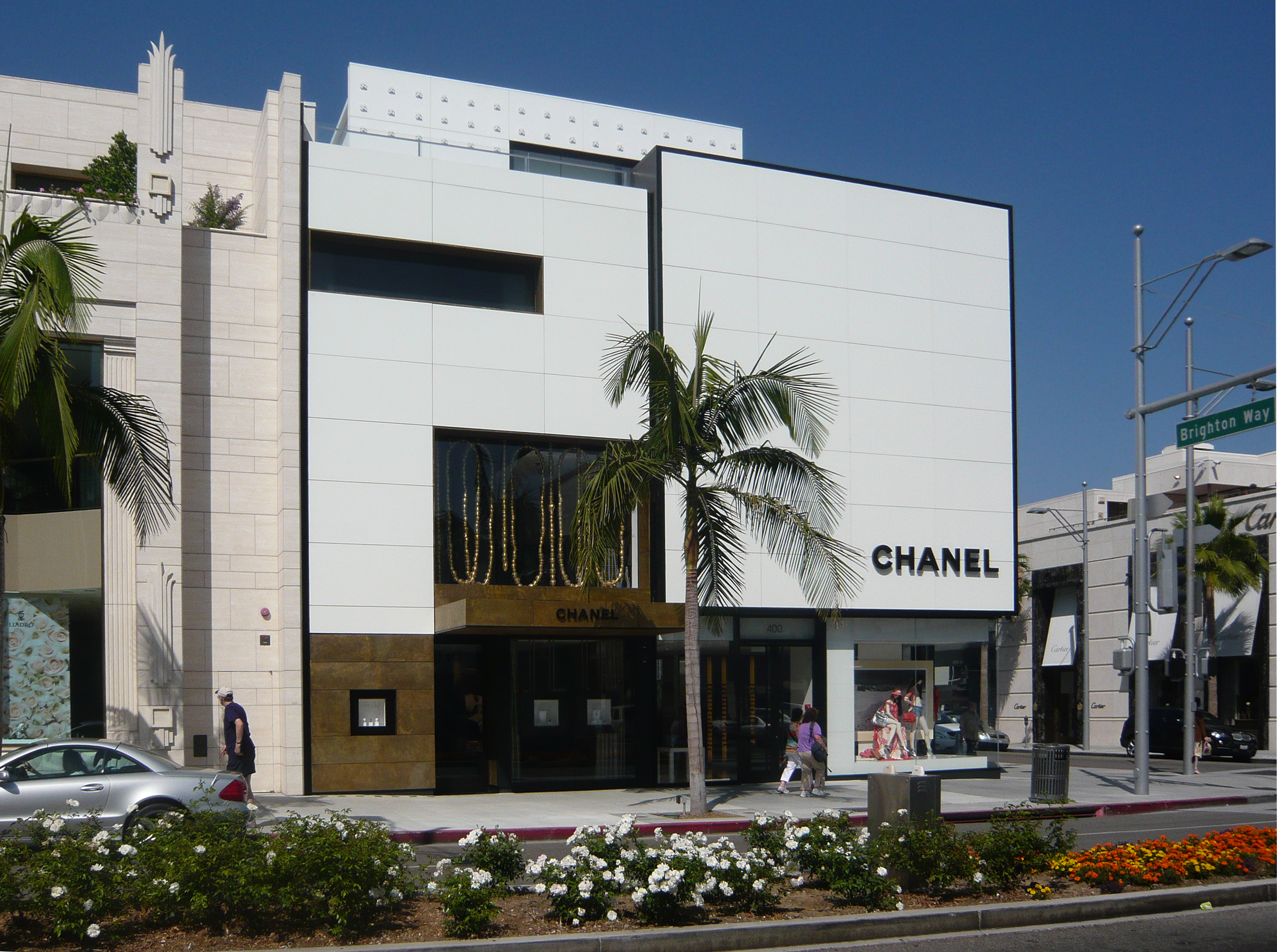
Chanel Store en Rodeo Drive, Beverly Hills.

En 1981, Chanel creó una nueva colonia masculina, Antaeus. Dos años después, Lagerfeld fue ascendido al cargo de diseñador jefe y modificó la moda de Chanel, reemplazando las líneas antiguas por cortes más reducidos y diseños más llamativos. Durante los años 1980, se inauguraron más de 40 tiendas Chanel en todo el mundo. Los derechos de las fragancias y cosméticos Chanel pertenecían solamente a la empresa y no se compartieron con otros productores o distribuidores de artículos similares. Mientras Lagerfeld se convertía en jefe de diseño, otros diseñadores y comerciantes se esforzaron para mantener la clásica "apariencia Chanel" y llegar así a convertirla en leyenda. El vendedor de Chanel, Jean Hoehn, explicó: «Introducimos una nueva fragancia cada diez años, no cada tres minutos como muchos competidores. No confundimos al consumidor. Con Chanel, la gente sabe qué esperar. Y continúan regresando a nosotros, a cualquier edad, mientras otros entran y salen del mercado». El lanzamiento de una nueva fragancia en honor a Coco Chanel en 1984, Coco, mantuvo el éxito de Chanel en la industria de la perfumería. En 1986, la Casa de Chanel cerró un trato con fabricantes de relojes y en 1987 el primer reloj Chanel hizo su debut. Al final de la década de 1980, Alain mudó sus oficinas a Nueva York.
En los años 1990, la empresa se convirtió en la número 1 de la industria de los perfumes. Importantes inversiones en publicidad incrementaron las ganancias. El éxito de la Casa de Chanel produjo una fortuna de 5 000 millones de dólares a la familia Wertheimer. Las líneas de productos como relojes, zapatos, vestuario de finas terminaciones, cosméticos y accesorios se expandieron. Las ventas sufrieron con la recesión económica a comienzos de los 1990, pero Chanel se recuperó a mediados de esa década al inaugurar nuevas tiendas.
Por la división de perfumería de Chanel ya han pasado tres perfumistas: Ernest Beaux, Henri Robert y Jacques Polge. Actualmente es la marca que más perfumes vende a nivel mundial en el segmento lujo, con una tasa de penetración del 7,6 % de acuerdo con Euromonitor.
Con la muerte de Karl Lagerfeld el 19 de febrero de 2019, la casa comunicó que su sucesora al frente sería Virginie Viard, quien había sido su mano derecha durante más de 30 años: "Karl sueña con algo y ese es el punto de partida. Yo trato de hacerle feliz y de darle confianza para que logre los mejores resultados. Al mismo tiempo, en comparación con otras marcas, nosotros tenemos la gran herencia de Coco Chanel", confesaba en una entrevista para la edición española de Vogue.
1. ↑  Gabrielle Bonheur Chanel 19 August 1883 Saumur, France Clara D. Lepore Archivado el 23 de febrero de 2015 en Wayback Machine.
2. ↑  «Inside CHANEL». Inside Chanel. Consultado el 18 de noviembre de 2016.
3. ↑  http://perfumative.es/top-10-marcas-de-perfumes-mas-vendidas/
4. ↑  «La sucesora de Karl Lagerfeld».

## Caras de la firma Chanel
| Modelo                 | Años de actividad) | Origen             | Notas |
| ---------------------- | ------------------ | ------------------ | --- |
| Inés de la Fressange   | 1980-1989          | Francia/ Argentina | Se separó de la firma tras una pelea con Karl Lagerfeld. |
| Patricia van Ryckeghem | 1984-1994          | Bélgica/ Argentina | |
| Stella Tennant         | 1991-1998          | Reino Unido        | Fue anunciada oficialmente como la cara de Chanel durante la década de 1990 pero se retiró unos años después. Volvió a desfilar para Chanel en octubre de 2010 y desde entonces se encuentra desfilando temporada tras temporada. |
| Freja Beha Erichsen    | 2007-2011          | Dinamarca          | Proclamada por el propio Karl Lagerfeld como su musa, fue la cara de infinitas campañas de Chanel. |
| Audrey Tautou          | 2009               | Francia            | La única mujer que interpretó a Coco Chanel en una película al mismo tiempo que representó a la marca en publicidad de Chanel Nº5                                                                                                 |
| Baptiste Giabiconi     | 2008               | Francia            | La primera cara masculina de la firma. |
| Saskia de Brauw        | 2011-2013          | Países Bajos       | Con pocas apariciones en los desfiles, se ha convertido en la protagonista de las últimas campañas de Chanel, abriendo y cerrando desfiles, desplazando a Freja Beha Erichsen.                                                    |
| Cara Delevingne        | 2013-presente      | Reino Unido        | La nueva musa de Karl Lagerfeld que ha protagonizado sus últimas campañas y ha abierto todos los últimos desfiles. |

## Directores creativos
| Diseñador          | Años (temporadas) | Líneas                              | Origen   | Notas                                 |
| ------------------ | ----------------- | ----------------------------------- | -------- | ------------------------------------- |
| Coco Chanel        | 1908-1971         | Pret-a-Porter, Alta costura         | Francia  | Fundadora.                            |
| Gaston Berthelot   | 1971-1973         | Pret-a-Porter, Alta costura         | Francia  |                                       |
| Yvonne Dudel       | 1974-1983         | Pret-a-Porter, Alta costura         | Francia  |                                       |
| Jean Cazubon       | 1974-1983         | Pret-a-Porter, Alta costura         | Francia  |                                       |
| Philippe Guibourge | 1978-1983         | Pret-a-Porter, Alta costura         | Francia  |                                       |
| Karl Lagerfeld     | 1983-2019         | Cruise, Pret-a-Porter, Alta costura | Alemania | Conocido como «El Káiser de la moda». |
| Virginie Viard     | 2019-2024         |                                     | Francia  |                                       |

## Colecciones Chanel
| Diseñador      | Temporada                             | Ciudad    | Lugar donde se llevó a cabo | Datos de presentación  | Línea         | Notas | Dispoible en boutiques |
| -------------- | ------------------------------------- | --------- | --------------------------- | ---------------------- | ------------- | --- | ---------------------- |
| Karl Lagerfeld | Otoño-invierno 2010/2011              | París     | Grand Palais                | 6 de julio de 2010     | Alta Costura  | Se construyó un león de oro de 25 metros de alto. | Se hacen por pedido.   |
| Karl Lagerfeld | Primavera-verano 2011                 | París     | Grand Palais                | 5 de octubre de 2010   | Prêt-à-porter | Se recreó un Edén y una Orquesta tocó en vivo. | Marzo de 2011          |
| Karl Lagerfeld | Métiers D´Art Paris-Byzance 2011/2012 | París     | 31 Rue Cambon               | 7 de diciembre de 2010 | Prêt-à-porter | Se recreó un Palacio Bizantino. | Mayo de 2011           |
| Karl Lagerfeld | Primavera-verano 2011                 | París     | Pavilion Cambon-Capucines   | 25 de enero de 2011    | Alta Costura  | Kristen McMenamy cerró el desfile. | Se hacen por pedido.   |
| Karl Lagerfeld | Otoño-invierno 2011/2012              | París     | Grand Palais                | 8 de marzo de 2011     | Prêt-à-porter | Se recreó un jardín tétrico. | Septiembre de 2011     |
| Karl Lagerfeld | Cruise 2011/2012                      | Antibes   | Hotel Cap-Eden-Roc          | 9 de mayo de 2011      | Prêt-à-porter | Fue al aire libre. | Noviembre de 2011      |
| Karl Lagerfeld | Otoño-invierno 2011/2012              | París     | Grand Palais                | 5 de julio de 2011     | Alta Costura  | Se recreó la Plaza Vendôme de noche. | Se hacen por pedido.   |
| Karl Lagerfeld | Primavera-verano 2012                 | París     | Grand Palais                | 4 de octubre de 2011   | Prêt-à-porter | Se construyó un espacio submarino, y cantó en vivo Florence Welch. | Marzo de 2012.         |
| Karl Lagerfeld | Métiers D´Art Paris-Bombay 2012/13    | París     | Grand Palais                | 6 de diciembre de 2011 | Prêt-à-porter | Se recreó un palacio hindú. | Mayo de 2012           |
| Karl Lagerfeld | Primavera-verano 2012                 | París     | Grand Palais                | 24 de enero de 2012    | Alta Costura  | Se recreó un avión y el desfile transcurrió dentro de él | Se hacen por pedido.   |
| Karl Lagerfeld | Otoño-invierno 2012/13                | París     | Grand Palais                | 6 de marzo de 2012     | Prêt-à-porter | Se creó un espacio extraterrestre con kriptonita inscrustada en todo el escenario | Septiembre de 2012.    |
| Karl Lagerfeld | Resort 2012/13                        | Versalles | Château de Versailles       | 14 de mayo de 2012     | Prêt-à-porter | El desfile se realizó en Versalles, recreando a María Antonieta. | Noviembre de 2012      |
| Karl Lagerfeld | Otoño-invierno 2012/13                | París     | Grand Palais                | 3 de julio de 2012     | Alta Costura  | Se recreó el interior de un palacio al estilo Vintage | Se elaboran por pedido |
| Karl Lagerfeld | Primavera/verano 2013                 | París     | Grand Palais                | 2 de octubre de 2012   | Prêt-à-porter | Se recreó un parque eólico, con varios molinos. | Marzo, 2013            |
| Karl Lagerfeld | Métiers D´Art Paris-Edinburgh 2013/14 | Escocia   | Linlithgow Palace           | 5 de diciembre de 2012 | Prêt-à-porter | Se realizó en un Palacio escocés, mientras nevaba. | Mayo, 2013             |
| Karl Lagerfeld | Primavera-verano 2013/14              | París     | Grand Palais                | 26 de enero de 2013    | Alta Costura  | Se construyó un bosque "mágico" donde las modelos tenían looks de Hadas | Se hacen por pedido.   |
| Karl Lagerfeld | Otoño-invierno 2013/14                | París     | Grand Palais                | 6 de marzo de 2013     | Prêt-à-porter | En el centro giraba el Planeta Tierra de noche en donde se localizaban las tiendas Chanel en el mundo. | Septiembre de 2013.    |
| Karl Lagerfeld | Cruise 2013/2014                      | Singapur  | Dempsey Hill                | 9 de mayo de 2013      | Prêt-à-porter | Se realizó en Singapur, con prendas inspiradas en el Cricket. | Noviembre de 2013      |
| Karl Lagerfeld | Otoño-invierno 2013/14                | París     | Grand Palais                | 2 de julio de 2013     | Alta Costura  | Se recreó un antiguo teatro destruido, en el que, se abría el telón y se descubría una ciudad futurísta. Las modelos salían de los lados del escenario con looks que evocaban a un film de Fritz Lang con sombreros de cortes futurístas y prendas cubiertas de brillos. | Se elaboran por pedido |